# Do the Clam
Do the Clam è un brano musicale composto da Sid Wayne, Ben Weisman e Dolores Fuller, ed originariamente registrato da Elvis Presley per la colonna sonora del suo film Pazzo per le donne del 1965.

## Descrizione
Do the Clam fu pubblicata come singolo dalla RCA Victor, raggiunse la posizione numero 21 nella classifica di Billboard negli Stati Uniti, la numero 16 in Canada, e la 19 nel Regno Unito. Ebbe molto successo in Australia, dove raggiunse la quarta posizione in classifica.
La co-autrice del pezzo, Dolores Fuller, nel 1953 aveva recitato nel film Glen or Glenda di Ed Wood.
La B side del singolo, You'll Be Gone, era stata composta da Red West, Elvis Presley e Charlie Hodge nel 1962.

## Cover
Nel 1965 una versione della canzone è stata inclusa nell'album Teen Beat Discotheque dei Living Guitars. I Cramps reinterpretarono il brano nel loro album Rockin n Reelin in Auckland New Zealand del 1987. Nel 1991 la canzone è stata parodiata dai Dread Zeppelin come Do the Claw.